# Kostel svatého Petra a Pavla (Nový Hrádek)
Kostel svatého Petra a Pavla je římskokatolický farní kostel v Novém Hrádku. Je situován na severozápadním okraji náměstí.

## Historie
První písemná zmínka o kostele na Novém Hrádku je z 18. 7. 1362, kdy patron kostela v Zákraví ustanovil faráře ke kostelu v Hrádku. Současný kostel sv. Petra a Pavla je z roku 1723, kdy byl původně dřevěný kostel přestavěn v barokním slohu. Je dílem Jana Blažeje Santiniho.

## Inventář
Hlavní oltář s bohatou figurální a plastickou výzdobou pochází z první poloviny 18. století a je patrně dílem řezbáře z okruhu Matyáše Bernarda Brauna. Na bočních brankách jsou sochy sv. Vojtěcha a sv. Prokopa, který má nohu na hlavě čerta. V nástavci oltáře je plastika Boha Otce a holubice symbolizující Ducha svatého. Na oltářním obraze, jehož autorem je zřejmě Petr Brandl, jsou patroni kostela. Kazatelna je ze stejné dílny jako hlavní oltář, na ambonu jsou reliéfy evangelistů - Matouše, Marka, Lukáše a Jana, a nápis o renovaci v roce 1941. Křtitelnice je barokní, pískovcová, kalichovitého typu. K nejstaršímu dochovanému inventáři patří boční portálový oltář sv. Josefa na epištolní straně z konce 17. století, který byl původně hlavním oltářem starého kostela. Oltář Panny Marie na evangelijní vítězného oblouku je rokokový z první poloviny 18. století se sousoším Madony s Dítětem a sochami sv. Václava (se štítem a kopím) a sv. Víta (s kohoutem a knihou) po stranách. Na pravé straně presbytáře je dřevořezba sv. Jana Nepomuckého, na jehož hlavu nese orel visací zámek jako symbol mlčenlivost. Jejím autorem je jeden z nejvýznamnějších Braunových žáků Ignác Rohrbach. Empírové lavice jsou z první poloviny 19. století.

### Varhany
Původní varhany byly vyrobeny králickým varhanářem Kašparem Welzelem v roce 1744. V průběhu historie byly několikrát upravovány - Josefem Vanickým z Třebechovic - ten zhotovil volně stojící hrací stůl a Josefem Kobrlem. Tehdy byly varhany částečně zromantizovány. V roce 2012 proběhla generální oprava Ivanem Červenkou z Jakubovic u Lanškrouna a oprava varhanní skříně panem Machem z Červeného Kostelce, která vrátila rejstříkovou dispozici do doby zpět před Kobrleho romantizací. Varhany mají krátkou oktávu. Na konci roku 2016 byl nainstalován nový plovákový měch.
| Manuál C–c3 |                 |      |
| 1.          | Principál       | 8'   |
| 2.          | Salicionál      | 8'   |
| 3.          | Copula          | 8'   |
| 4.          | Copula          | 4'   |
| 5.          | Octava          | 4'   |
| 6.          | Octava          | 2'   |
| 7.          | Quinta          | 2/3' |
| 8.          | Rauschquinta 2x | 1/3' |

| Pedál C–a |          |     |
| 9.        | Subbas   | 16' |
| 10.       | Octavbas | 8'  |

- Pedálová spojka, tremolo

## Bohoslužby
Bohoslužby se konají v neděli od 8.30 a v úterý, ve středu a v pátek v 18.00.

## Fotogalerie

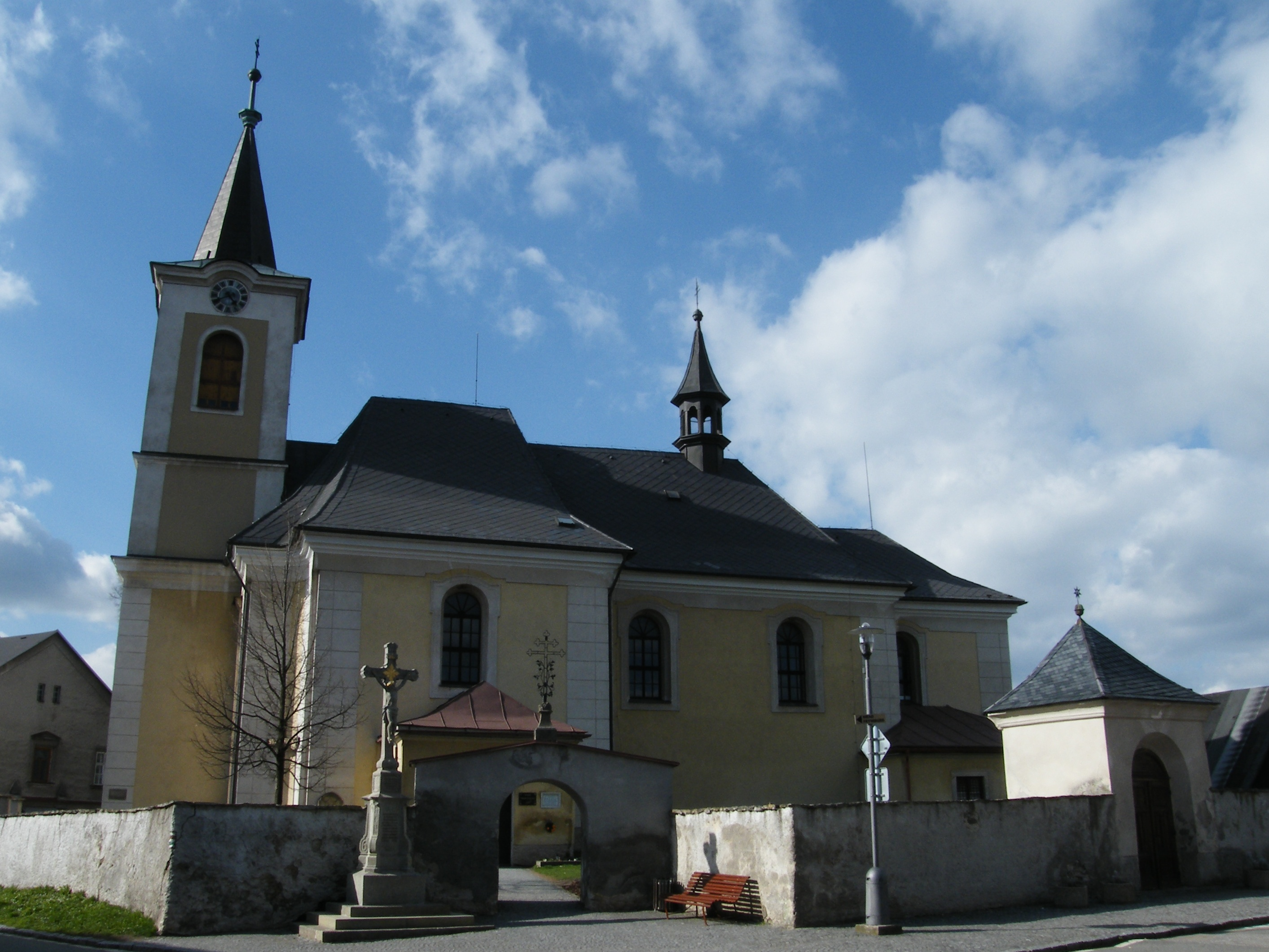
Kostel
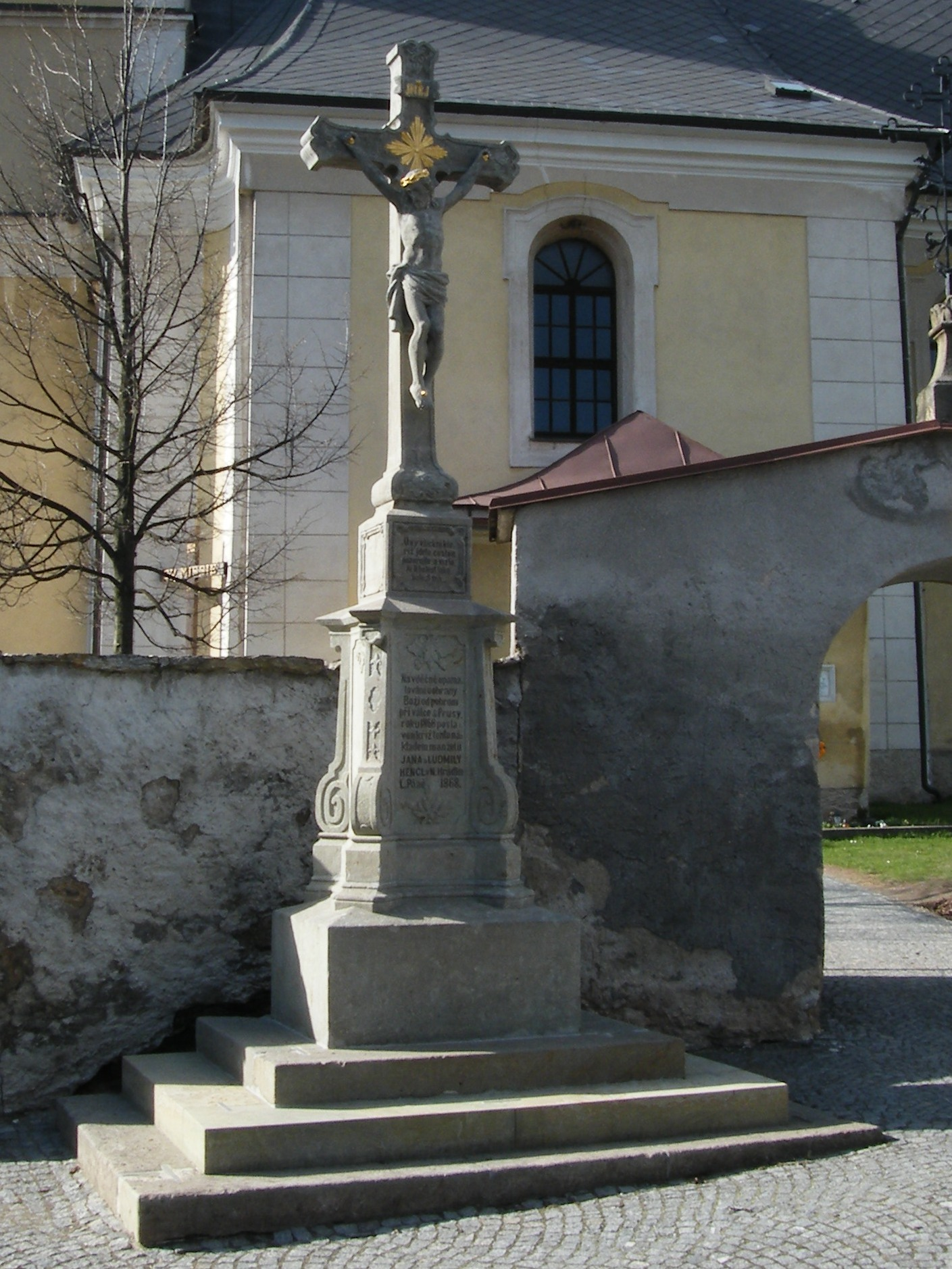
Krucifix před kostelem
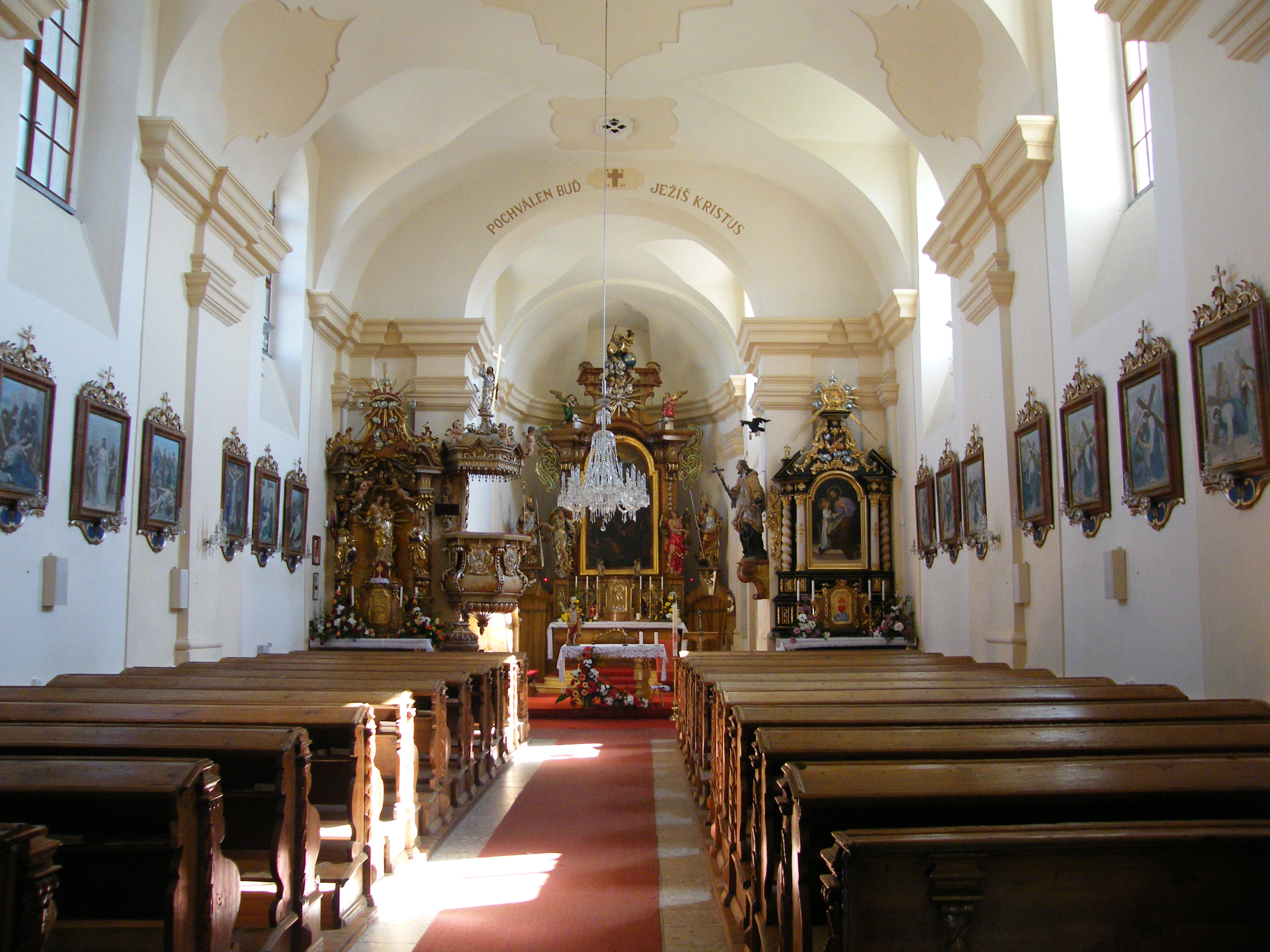
Interiér
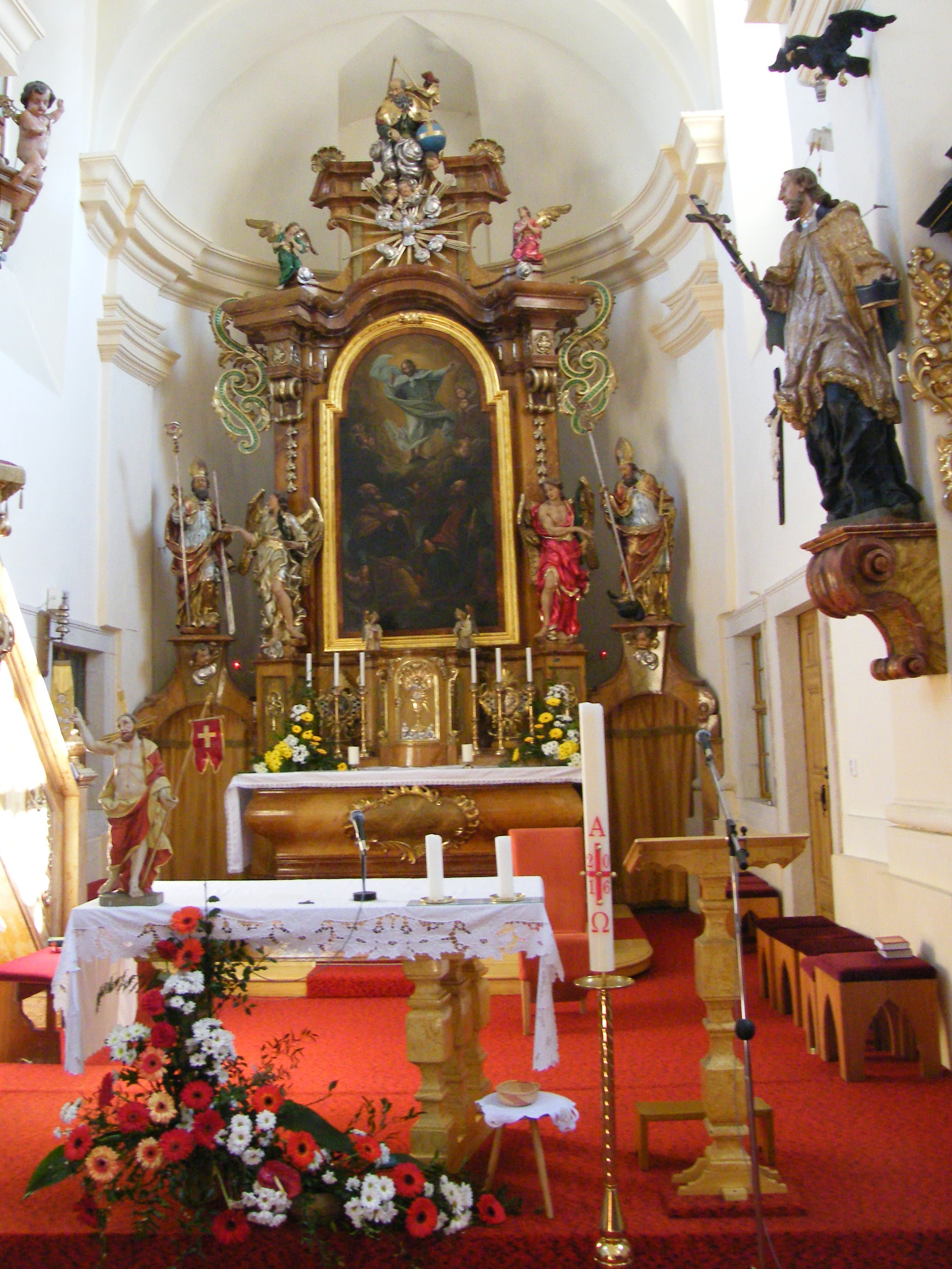
Hlavní oltář
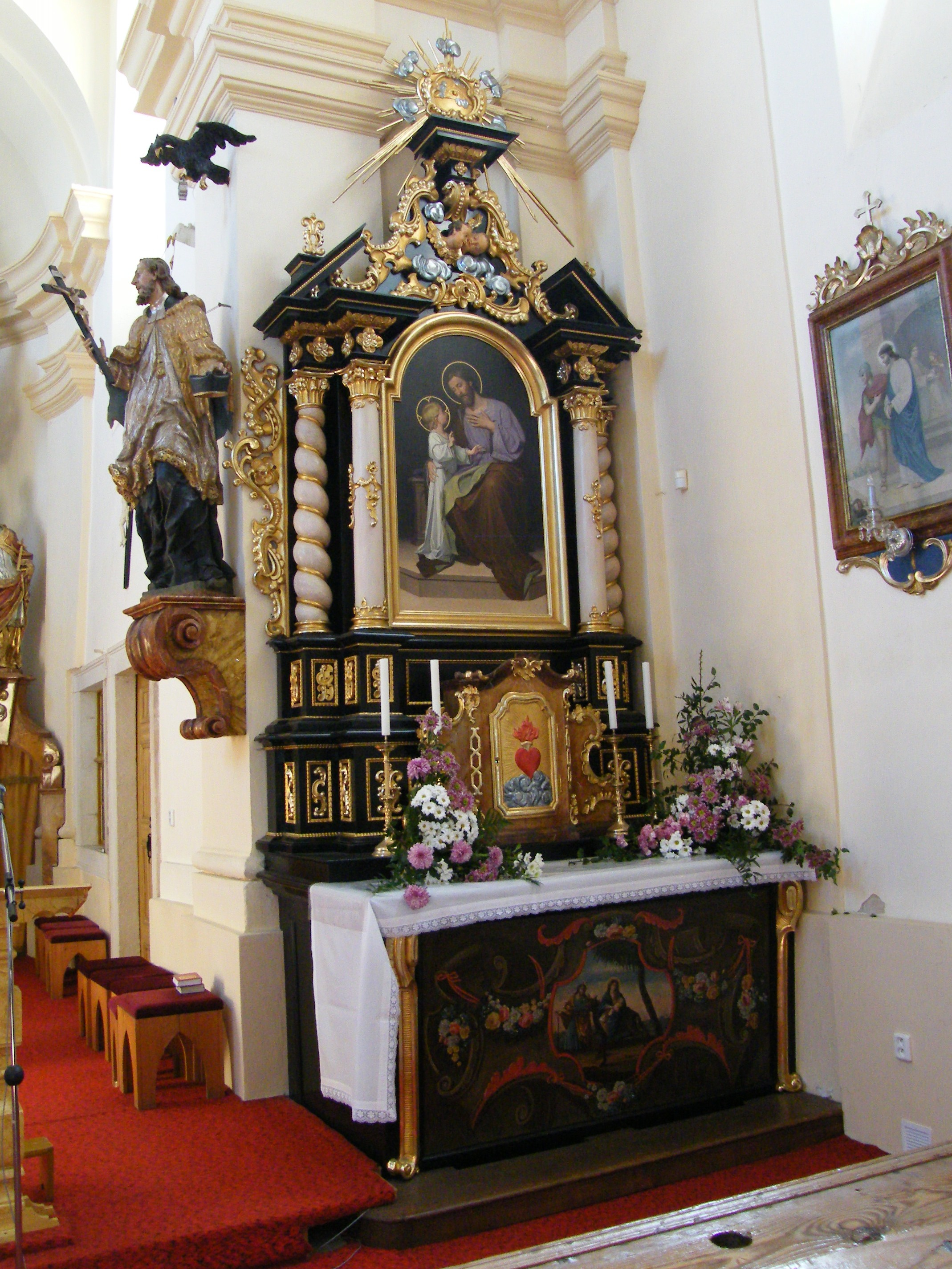
Oltář sv. Josefa
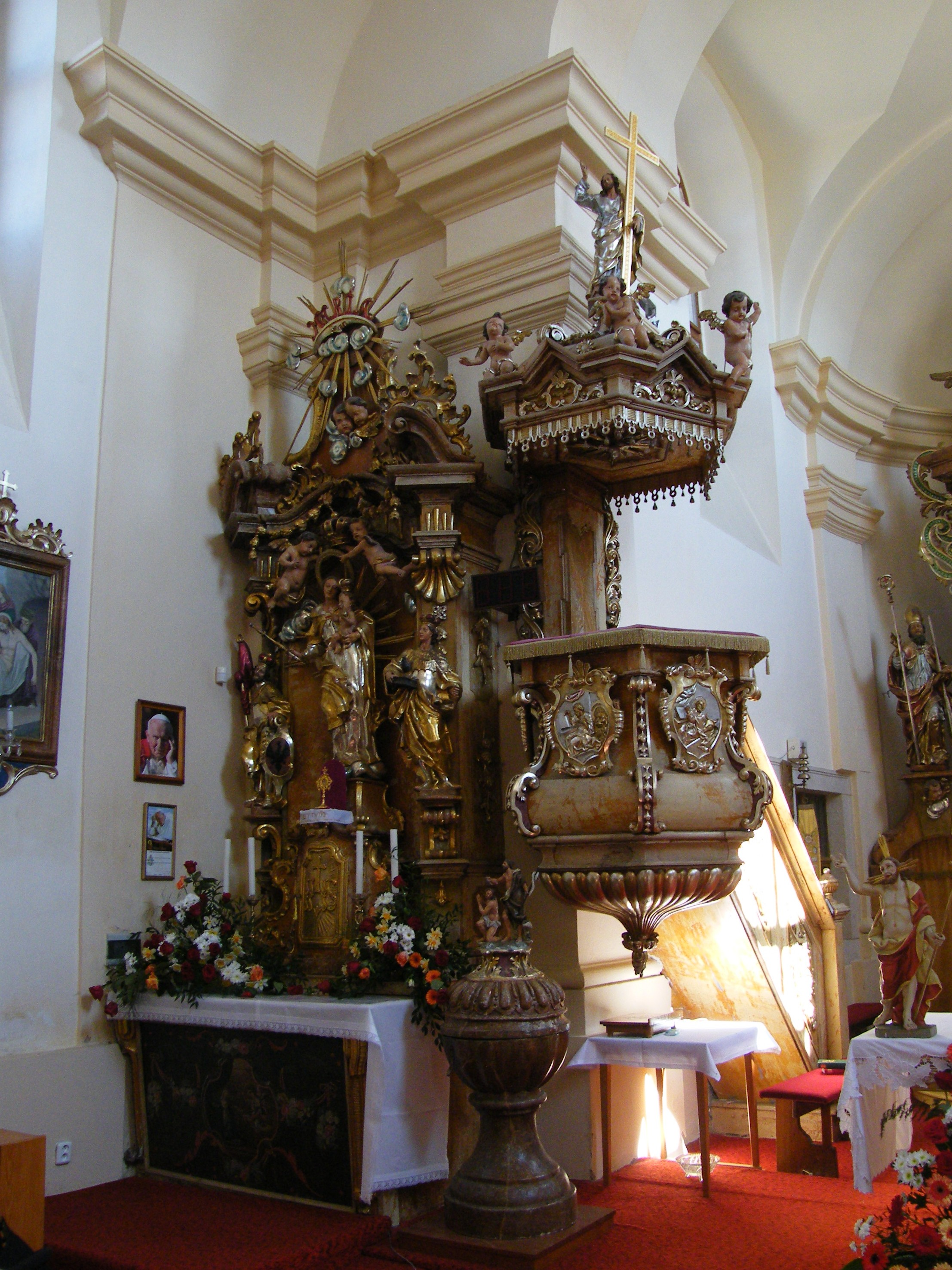
Oltář Panny Marie s kazatelnou
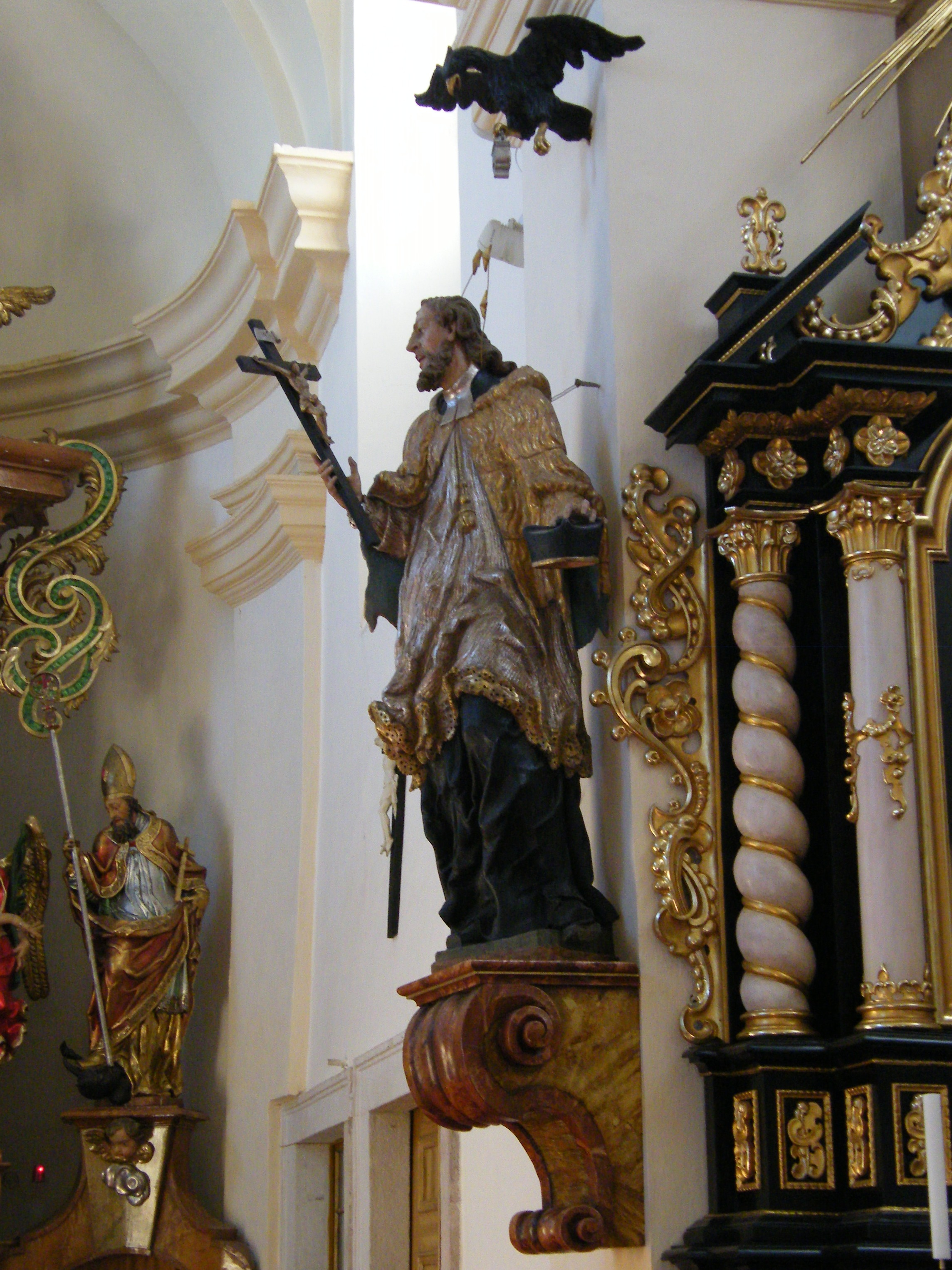
Sv. Jan Nepomucký od Ignáce Rohrbacha
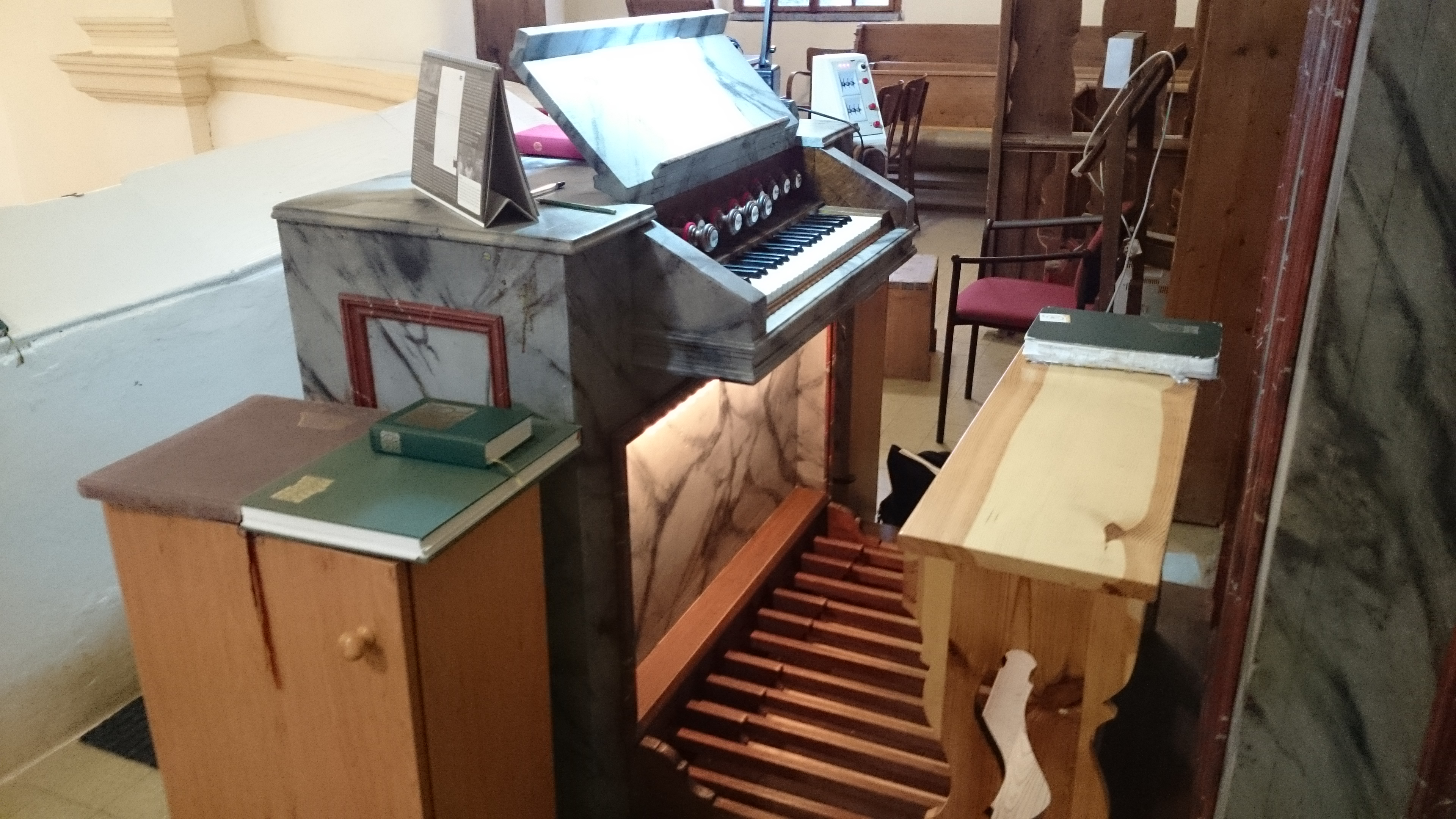
Hrací stůl varhan
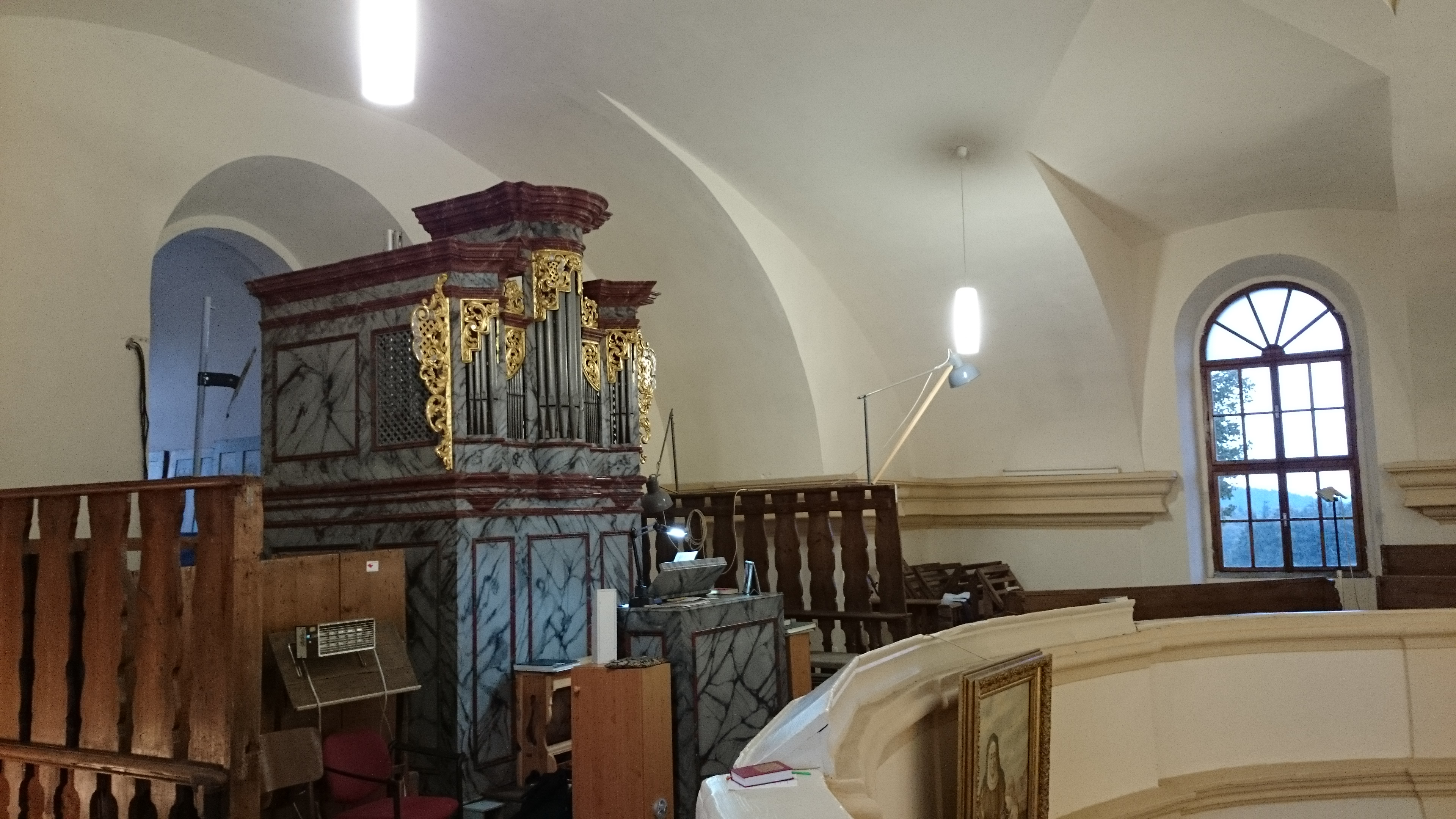
Záběr varhan z boku kůru